# Janusz Henzel
Janusz Maria Henzel (ur. 2 listopada 1935 w Krakowie, zm. 3 listopada 2022) – polski rusycysta, dr hab., prof. AP. im. KEN w Krakowie.

## Życiorys
W 1956 ukończył studia w Katedrze Filologii Rosyjskiej Uniwersytetu Jagiellońskiego. W tym samym roku rozpoczął pracę w Wyższej Szkole Pedagogicznej w Krakowie (od 1999 Akademii Pedagogicznej im. Komisji Edukacji Narodowej w Krakowie). Tam w 1964 obronił pracę doktorską napisaną pod kierunkiem Wiktora Jakubowskiego. W latach 1967–1971 był p.o. kierownika i następnie kierownikiem Katedry Filologii Rosyjskiej, w latach 1971-2003 dyrektorem Instytutu Filologii Rosyjskiej WSP. W 1987 uzyskał na Uniwersytecie Warszawskim stopień doktora habilitowanego. Od 2003 kierował na WSP Katedrą Glottodydaktyki w Instytucie Neofilologii w Instytucie Neofilologii na Wydziale Filologicznym, gdzie pracował na stanowisku profesora.
Był przewodniczącym Polskiego Towarzystwa Rusycystycznego (1989-2003) i członkiem Komisji Słowianoznawstwa Oddziału Polskiej Akademii Nauk w Krakowie.
W 1980 został odznaczony Medalem Komisji Edukacji Narodowej, w 1987 Krzyżem Kawalerskim Orderu Odrodzenia Polski.